# Psychasthénie
 Mise en garde médicale
La psychasthénie ([psikasteni]; du grec ancien ψυχή / psukhế, “âme” et ἀσθένεια / asthéneia, “faiblesse”) est un syndrome psychopathologique chronique, se manifestant par l’incapacité à agir, l’absence d'attention, le manque d’appétit, l’insomnie, des préoccupations obsédantes, l'angoisse, le doute permanent, des ruminations, des phobies et des inhibitions,.
Mise à jour pour la première fois par Pierre Janet, aujourd'hui, la psychasthénie est plus fréquemment désignée par le terme de “névrose obsessionnelle” en psychanalyse ou de “trouble obsessionnel compulsif” (TOC) en psychiatrie.
La psychasthénie est classifiée par l'Organisation mondiale de la santé dans la catégorie "F48.8 Autres troubles névrotiques précisés", du groupe “Troubles névrotiques, troubles liés à des facteurs de stress et troubles somatoformes” de la famille de “Troubles mentaux et du comportement se manifestant par des sentiments d’incomplétude”.
Le terme “la psychasthénie”, également, constitue toujours l'une des dix sous-échelles du questionnaire standardisé d'évaluation de la personnalité le plus utilisé au monde, l’Inventaire Multiphasique de Personnalité du Minnesota (Minnesota Multiphasic Personality Inventory; MMPI et MMPI-2).

## Définition
Le terme de psychasthénie désigne un dérèglement fonctionnel de la personnalité, une névrose, qui se caractérise par un état anxio-dépressif chronique suivi d’un sentiment d’incomplétude, d’une incapacité d’agir et de prendre une décision, d’une altération de la perception du réel, de doutes, d’agitations, d’angoisses, d’ idées obsédantes, d’absence de croyance et d’attention.

« La psychasténie est une forme de la dépression mentale caractérisée par l’abaissement de la tension psychologique, par la diminution des fonctions qui permettent d’agir sur la réalité et de percevoir le réel, par la substitution d’opérations inférieures et exagérées sous la forme, de doutes, d’agitations, d’angoisses et par des idées obsédantes qui expriment les troubles précédents et qui présentent elles-mêmes, les mêmes caractères. » 
« Le trouble essentiel paraît consister dans l’absence de décision, de résolution volontaire, dans l’absence de croyance et d’attention, dans l’incapacité d’éprouver un sentiment exact en rapport avec la situation présente... »
« [Les malades] cessent de pouvoir agir. Ils abandonnent peu à peu le métier, la lutte contre les autres, la vie au-dehors, les relations sociales. [...] Quand ils conservent quelque activité, on voit qu’ils se complaisent dans les choses qui sont les plus éloignées de la réalité matérielle : ils sont quelquefois psychologues, ils aiment surtout la philosophie et deviennent de terribles métaphysiciens. »

— Pierre Janet

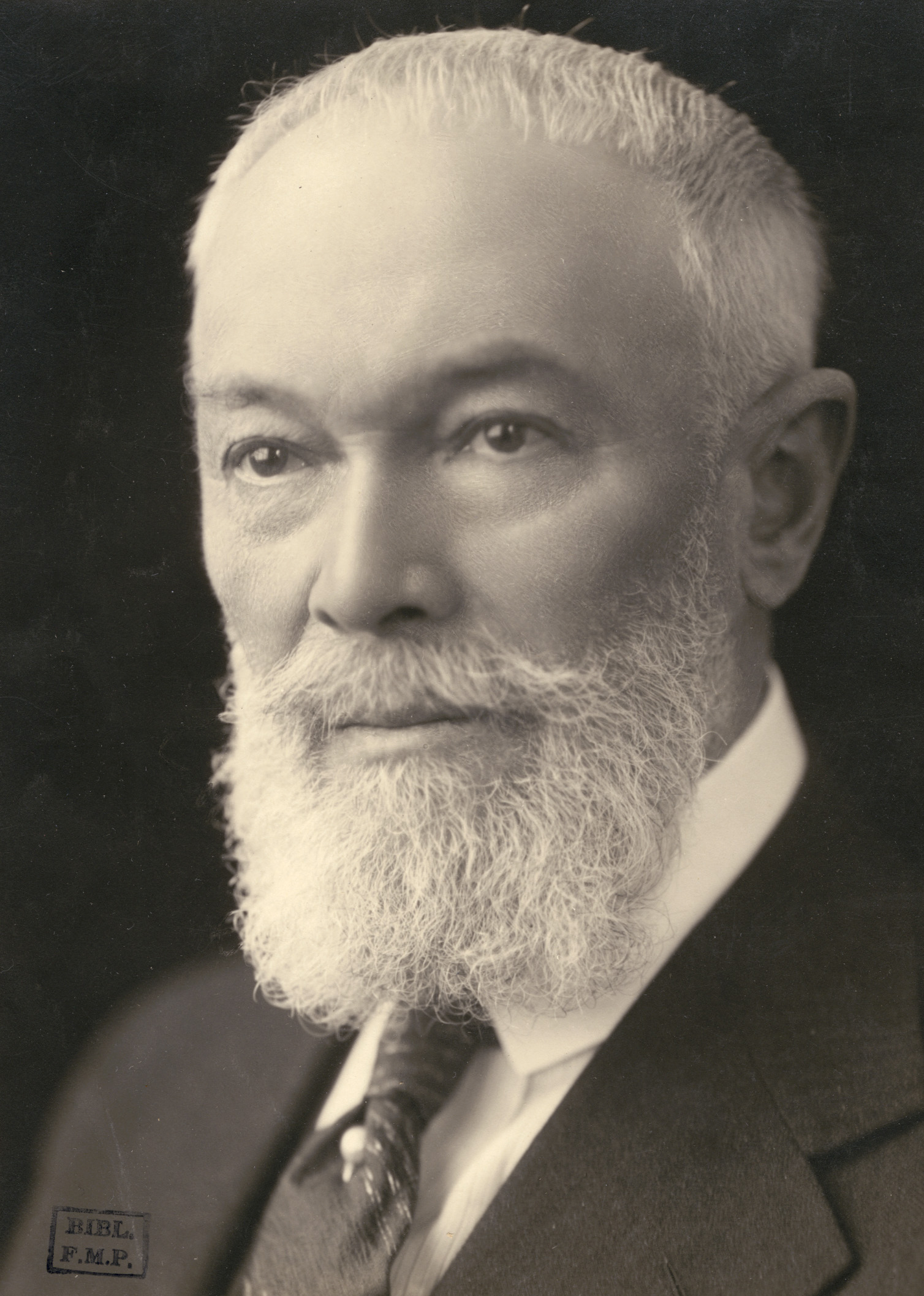
Pierre Janet, figure majeure de la psychologie française du XIXe siècle, fondateur du concept de "psychasthénie".

Incapable d’agir sur le plan intellectuel, affectif et volitionnel, suivi d’un sentiment d’incomplétude, des préoccupations obsédantes, des scrupules, de la timidité et un affaiblissement de la résolution volontaire, le sujet psychasthénique est ainsi inadapté au réel et a tendance à se réfugier dans l’imaginaire et à se contenter d’une activité vide (tic, bavardage).

« C’est précisément le problème de l’inadaptation de l’individu à la vie, au premier chef à la vie sociale, qui constitue le caractère le plus significatif, discriminant et central de la psychasthénie. »

— Nicolas Cornibert

## Histoire
À l’origine, la psychasthénie est issue de la neurasthénie qui a connu un développement important entre les années 1870-1900, aux États-Unis tout comme en Europe. La psychasthénie a vu le jour car la neurasthénie fut “démembrée”, puis annexée au domaine de la psychiatrie, prenant ainsi la forme de la psychasthénie.
Dans un contexte où les psychanalystes œuvraient à décrire plusieurs névroses indépendantes les unes des autres, deux grandes névroses synthétiques se démarquèrent en France. Elles représentaient une bonne majorité des manifestations névrotiques (l’hystérie mise à part) : la psychasthénie de Janet et la constitution émotive (ou anxieuse) de Dupré.
La psychasthénie est un concept que nous devons à Pierre Janet, philosophe, psychologue et médecin français. Déjà en 1898, Janet emploie le terme qualificatif “psychasthénique” dans son traité Névroses et idées fixes qu’il publia avec le professeur F. Raymond (1844–1910) dans lequel il est notamment question de décrire les formes d'obsessions de nature psychasthénique. C’est en 1903 que Janet explique plus en détail la psychasthénie dans son ouvrage emblématique Les Obsessions et la Psychasthénie qu’il publie cette même année et dans lequel il est exclusivement question des manifestations obsessionnelles, faisant de 1903 une année importante dans l’histoire des obsessions en France. C’est d’abord par la réalisation d'une classification des symptômes de la psychasthénie que Janet commence son étude. Cela l’amène à différencier les idées obsédantes (les obsessions), les stigmates psychasthéniques ainsi que les agitations forcées.
Il semblerait que pour la conception de la psychasthénie, Janet se soit inspiré du modèle de la neurasthénie du neurologue américain George Beard. Dans son ouvrage L'état mental des hystériques : Les stigmates mentaux publié en 1893, Janet a commencé à s’intéresser à la psychasthénie. Il mit en évidence le fait que l’hystérie et la psychasthénie sont souvent associées, mais remarqua néanmoins que les manifestations dépressives étaient plus présentes dans le cas de la neurasthénie que dans celui de la psychasthénie. Selon lui, il y aurait des ressemblances entre les psychonévroses de défense de Freud et la psychasthénie, ce qui lui permet de regrouper phobies, impulsions et obsessions.
C’est plus amplement dans son ouvrage phare qu’il approfondit sa conception de la psychasthénie (Les Obsessions et la Psychasthénie, 1903). Ce livre se divise en deux parties, la première est descriptive : elle comprend la description de troubles subdivisés en catégories de symptômes. La deuxième partie du livre est plutôt théorique : elle introduit des concepts. C’est aussi là que les problématiques de diagnostic, de traitements conseillés et de pronostics sont abordées.
Puis, en 1909 dans son ouvrage Les Névroses. Janet travaille à nouveau sur les névroses, dont la psychasthénie et l’hystérie et permet ainsi d’expliquer comment il les distingue des démences (psychoses). Janet œuvra pour différencier la psychasthénie et l’hystérie. En effet, l’auteur s’attache à rapprocher les manifestations phobiques, les obsessions et les manifestations anxieuses dans le cadre de la psychasthénie, lui permettant de séparer structurellement la psychasthénie et l’hystérie. Cette différenciation permet, selon Janet, de structurer le domaine des névroses. Cette distinction représente tout l’enjeu de son ouvrage synthétique sur les névroses. Toujours en 1909, Janet synthétise la dichotomie apparente entre psychasthénie et hystérie, clarifiant plus nettement les manifestations psychasthéniques et hystériques qu’il avait décrites dans son ouvrage de 1903. Pour l’auteur, la psychasthénie et l’hystérie sont opposées notamment sur le plan de leurs symptômes par rapport à leur niveau de conscience. Selon Janet pour l’hystérie, il est question de pensées mécaniques, automatiques, tandis que dans la psychasthénie, il est question du concept de tension psychologique qui implique une hiérarchisation des fonctions de la conscience.
Janet distingue aussi l’hystérie et la psychasthénie notamment grâce au critère de la conscience qu’a l’individu de son trouble : dans l’hystérie, l’individu n’a pas conscience de ce trouble, ce qui peut mener au dédoublement de la personnalité. Ce n’est pas le cas dans la psychasthénie puisque le sujet a une conscience douloureuse de son trouble dont il se plaint, luttant pour essayer de contrôler ses automatismes.
Au cours de ses 20 ans à l'hôpital de la Salpêtrière, Janet publia principalement à propos de la psychasthénie (et de l’hystérie).
Les contributions de Janet (1903) ont réellement eu un impact dans la compréhension des troubles obsessionnels compulsifs. En effet, en particulier son ouvrage Les Obsessions et la Psychasthénie, 1903, a toujours une importance aujourd’hui pour son étude des obsessions et de leurs troubles connexes. Pour beaucoup, cette œuvre demeure une des meilleures descriptions cliniques des troubles et des états obsessionnels à l’heure actuelle, il comprend une définition synthétique de la psychasthénie et également une description de plusieurs autres troubles névrotiques intégrés dans un trouble commun.
De même, ses travaux sur la psychasthénie et les obsessions ont eu de forts impacts dans la classification de l’anxiété.  En 1968, la classification française des troubles mentaux de l’Inserm repose sur la triangulation psychanalytique des névroses : d’angoisse, des névroses phobiques et des névroses obsessionnelles, séparant ainsi très clairement les phénomènes d’obsessions des manifestations anxieuses ou émotives. Dès lors, la psychasthénie n’a plus lieu d’être.

## Symptomatologie
Pour Janet, la psychasthénie est chirale à l’hystérie. Contrairement à cette dernière, le sujet est conscient des obsessions qu’il cherche en vain à combattre. Pour d’autres, elle s'apparente à la dépression.
Trois groupes de phénomènes selon Janet,: 
- les symptômes apparents : des idées obsédantes, pénibles et mauvaises, surgissant insidieusement et épisodiquement, dont le sujet est conscient du caractère insensé, mais peine à les repousser et s’en retrouve épuisé par ce conflit psychique. Ces symptômes peuvent être aussi des tics, de l'anxiété, des phobies ou des ruminations, des obsessions, mais il n’y a pas d’hallucination ou de passage à l'acte.
- les symptômes latents : ils peuvent être physiques (algies, maux de tête, épuisement, ralentissement de la pensée, troubles digestifs, rhumatismes…), comme psychologiques, dont les plus constants sont le sentiment d’incomplétude menant à l’aboulie, une humeur dépressive, des perturbations cognitives allant jusqu’à la dépersonnalisation[22] et des perturbations de l’état thymique.
- les perturbations élémentaires : perte de la fonction du réel et de la présentification.

## Diagnostic et comorbidité
Le docteur James Purves-Stewart séparait la psychasthénie des deux autres névroses que sont la neurasthénie et l’hystérie. Toutefois, il insistait sur le fait qu’elles pouvaient se retrouver simultanément chez un même patient :
« Les trois névroses principales sont à proprement parler la neurasthénie, la psychasthénie et l’hystérie (...). Chacune de ces névroses a ses propres caractéristiques assez bien définies, mais, dans la pratique, elles se combinent souvent ou peuvent coexister avec des affections organiques. »
Puisqu’un patient psychasthénique ressent de la fatigue mentale, la psychasthénie peut être associée à la dépression :
« Un état d'asthénie physique et psychique (...) aboutit chez le psychasthénique à des états de grande dépression le réduisant à une inaction totale. Ce type psychasthénique est assez souvent associé à d'autres traits de caractères qui dépendent d'autres tendances : les obsessions. »
Les rhumatologues Pierre Ravault et Georges Vignon expliquent dans leur ouvrage de rhumatologie que les patients souffrant de psychasthénie peuvent développer des rhumatismes :
« Cette courbature apparaît plus vite chez le psychasthénique anxieux que chez le sujet normal, parce qu'il est fatigué avant d'avoir rien fait et que son état anxieux entraîne une dépense musculaire plus grande. »

## Traitement
Une personne souffrant de ces symptômes devrait, en premier lieu, consulter son médecin généraliste qui, et en fonction de son analyse, l’orientera vers un psychiatre ou un psychologue.
Bien que les symptômes de la psychasthénie soient communs à chaque patient, il n’en reste pas moins que chaque personne atteinte de psychasthénie développe ses propres doutes, ses propres idées fixes. Ainsi, une thérapie psychanalytique ou cognitivo-comportementale est-elle recommandée dans la mesure où elle s’adapte à chaque patient.

Pour lutter contre la fatigue mentale et l’absence de motivation, une bonne hygiène de vie est nécessaire et la pratique d’une activité sportive est recommandée. Le médecin Thomas J. Orbinson a publié un article en janvier 1912, dans le Journal de l’American Medical Association, dans lequel il évoque les bienfaits de la méthode du camp d’entraînement :
« In a series of ten patients suffering with psychasthenia, of which six were women between the ages of 35 and 52 and four men (one with dispomania) between 36 and 50, six were permanently cured; two had recurrence and two were improved. »
Proche de la dépression, des antidépresseurs légers pourront aussi être suggérés.

## Controverse de la notion de psychasthénie
Albert Pitres, neuropsychiatre français, a remis en cause la symptomatologie établie par Pierre Janet en mettant en avant le manque de précision.
En 1903, la revue scientifique L’Année psychologique publie un article de Pitres consacré à la psychasthénie. Dans cette publication, le médecin fait un historique du syndrome psychopathologique, expose les caractéristiques de la psychasthénie puis présente les limites de la division des symptômes de Pierre Janet.
Le neuropsychiatre considère que la division en trois groupes distincts des manifestations de la psychasthénie de Janet pourrait être plus fidèle en y ajoutant notamment les manifestations émotives et volontaires.
En effet, Albert Pitres considère que les idées sur la perte de la fonction du réel et l’abaissement de la tension psychologique de Janet ne peuvent pas “fournir à elles seules l'explication de la genèse de toute la série des syndromes de la psychasthénie” car selon lui, “l'observation nous apprend qu'un bon nombre de malades, très fortement tourmentés par des préoccupations psychasthéniques, montrent dans la vie réelle une volonté très ferme, une activité mentale très avisée.”
Concernant les troubles de l’émotivité, contrairement à Pierre Janet, le neuropsychiatre considère qu’ils sont à l’origine des obsessions et qu’ils doivent par conséquent faire partie des principaux symptômes de la psychasthénie.

### Sources et références
1. ↑  Sillamy, N., Dictionnaire de la psychologie, Paris, Larousse, 2010, 295 p. (ISBN 9782035850058, OCLC 750632308, lire en ligne), p. 221
2. ↑  Centre National de Ressources Textuelles et Lexicales (CNRTL), « Psychasthénie : Définition de Psychasthénie », sur www.cnrtl.fr
3. ↑  Janet, P., « L'amnésie continue », Revue générale des sciences, vol. 4,‎ 1893, p. 167-179
4. ↑  Pitres, A., « La psychasthénie », L'année psychologique, vol. 10, no 1,‎ 1903, p. 284–295 (ISSN 0003-5033, DOI 10.3406/psy.1903.3553)
5. ↑  Postel, J., « Pierre Janet », sur Encyclopædia Universalis
6. ↑  (en) World Health Organization, The ICD-10 classification of mental and behavioural disorders : clinical descriptions and diagnostic guidelines, Geneva, WHO Library Cataloguing in Publication Data, 1992, 362 p. (ISBN 92 4 154422 8, lire en ligne), p. 173
7. ↑  (en) Schiele, B. C., Baker, A. B. et Hathaway, S. R., « The Minnesota multiphasic personality inventory », Journal-Lancet,‎ 1943, p. 292–297 (ISSN 0096-0233)
8. ↑  Whiston, S. C., Principles and applications of assessment in counseling, Brooks/Cole, Cengage Learning, 2013 (ISBN 978-0-8400-2855-6 et 0-8400-2855-5, OCLC 798809560, lire en ligne)
9. ↑  Éditions Larousse, « psychasthénie - LAROUSSE », sur www.larousse.fr (consulté le 2 février 2022)
10. 1 2  Janet, P., Les Névroses, Paris, Flammarion, Bibliothèque de philosophie scientifique, 1909, p. 353–367
11. ↑  Janet, P., Les obsessions et la psychasthénie., Alcan, 1903 (OCLC 14811139, lire en ligne)
12. ↑  Godfryd, M., Vocabulaire psychologique et psychiatrique, Presses universitaires de France, coll. « Que sais-je ? », 18 février 2015 (ISBN 978-2-13-063372-3, lire en ligne)
13. ↑  Sillamy, N., Dictionnaire de psychologie, Paris, Larousse, 2010, 295 p. (ISBN 978-2-03-585005-8, lire en ligne), p. 221
14. ↑  Cornibert, N. Janet et Bergson : psychasthénie et inattention à la vie, Documents de travail du département de philosophie de l’université de Poitiers, [lire en ligne]. Conférence prononcée le 8 avril 2005 dans le cadre du séminaire thématique commun du master recherche Bordeaux-Toulouse-Poitiers.
15. ↑  Haustgen, T, « Les états anxieux dans l’histoire de la médecine. Deuxième partie : de la neurasthénie au trouble anxiété généralisée. », Psychiatr. Sci. Hum. Neurosci, Vol. 9.,‎ 2011, p. 41-54
16. 1 2 3 4 5  Haustgen, T., « À propos du centenaire de la psychasthénie (1903): Les troubles obsessionnels-compulsifs dans la psychiatrie française : revue historique. », Annales Médico-psychologiques, revue psychiatrique. Vol. 162, Issue 6.,‎ 2004, p. 427-440.
17. 1 2 3  Allilaire, J.F., « Pierre Janet et la Salpêtrière. », Annales Médico-Psychologiques. Vol. 166.,‎ 2008, p. 185–190
18. 1 2  (en) Pitman RK., « Janet's Obsessions and Psychasthenia: a synopsis. », Psychiatr Q. Vol. 56(4):291-314.,‎ 1984, p. 291-314 (PMID 6399751, DOI 10.1007/BF01064475).
19. ↑  Dupain, P., « Histoire du concept d’anxiété : de la théorie des humeurs à la biologie moléculaire. », Annales Médico-psychologiques, Revue psychiatrique. Volume 172, Issue 10.  https://doi.org/10.1016/j.amp.2014.05.015.,‎ 2014, p. 831-839
20. ↑  Zawieja, P., « Dictionnaire de la fatigue » , Librairie Droz, 2016 (DOI https://doi.org/10.3917/droz.zawie.2016.01.0697), p. 697-702
21. ↑  Pitres, A., « La psychasthénie », L'Année psychologique, vol. 10, no 1,‎ 1903, p. 284–295 (DOI 10.3406/psy.1903.3553, lire en ligne, consulté le 10 février 2022)
22. ↑  Éditions Larousse, « Psychasthénie », sur www.larousse.fr
23. ↑  Purves-Stewart, J., (1910). Le Diagnostic des maladies nerveuses. Felix Alcan, p. 429.
24. ↑  Delay, J., (1953). Études de psychologie médicale. Presses Universitaires de France, p. 148.
25. ↑  Ravault, p., Vignon, G., (1956). Rhumatologie clinique. Masson et Cie, p. 588.
26. ↑  Orbison, T.-J., (1912). The training-camp method in the treatment of the functional neuroses. JAMA. p. 88
27. ↑  Goudemand, M. (préf. Boris Cyrulnik), Les états dépressifs, 2010 (DOI 10.3917/lav.goude.2010.01, lire en ligne)
28. ↑  Pitres A., « La psychasthénie », L'Année psychologique, vol. 10, no 1,‎ 1903, p. 284–295 (DOI 10.3406/psy.1903.3553, lire en ligne, consulté le 1er février 2022)